# Rolf Eschenbach
Rolf Eschenbach (* 12. Mai 1931 in Jena) ist ein deutscher und österreichischer Wirtschaftswissenschaftler.

## Leben
Rolf Eschenbach wurde am 12. Mai 1931 in Jena/Thüringen geboren (Vater: Günther Wolfram Eschenbach; Mutter: Gertrud Eschenbach, geb. Merkel; zwei Geschwister) und verbrachte seine Kindheit und Jugend in Mitteldeutschland und Schlesien. Nach dem Abitur in Eisenberg/Thüringen im Jahre 1950 begann er eine Lehre als Brauer und Mälzer in der Brauerei Henninger in Frankfurt am Main, die er mit der Facharbeiterprüfung 1953 abschloss. In den darauffolgenden Wanderjahren arbeitete Rolf Eschenbach in mehreren Brauereien und Mälzereien in Stuttgart, Trier, Bern/Schweiz, Heidelberg, Frankfurt am Main, Lich und Kulmbach.
Von 1955 bis 1958 studierte Eschenbach das Brauwesen an der Technischen Universität München in Weihenstephan, an der er 1956 zum Diplombraumeister und 1958 zum Dipl.-Brauereiingenieur graduierte.
Von 1958 bis 1964 war Eschenbach Prüfungsassistent in der Landestreuhand Weihenstephan, einer Wirtschaftsprüfungs- und Steuerberatungsgesellschaft, und zugleich wissenschaftlicher Assistent an der Technischen Hochschule München, Institut für Wirtschaftslehre der Brauerei in Weihenstephan bei Franz Kinnebrock (WP und StB). Seine damaligen Hauptarbeitsgebiete waren Unternehmensplanung sowie die Bewertung ganzer Unternehmen. Nach betriebswirtschaftlicher Promotion (1962) folgte die betriebswirtschaftliche Habilitation (1964). Tätigkeiten als öffentlich bestellter und vereidigter Sachverständiger für die Bewertung von Brauereien und Mälzereien an den Industrie- und Handelskammern München (1961 bis 1967) und Frankfurt am Main (1972 bis 1990) folgten. 1970 wurde Eschenbach zum außerplanmäßigen Professor an der Technischen Universität München bestellt.
Er war Mitglied des Vorstandes der Dortmunder Hansa-Brauerei (1967 bis 1972) und der Deutschen Brau AG in Hamburg (1972 bis 1975), sowie Aufsichtsrats- und Beiratsmitglied in verschiedenen Unternehmen in Deutschland und Österreich. Ab 1975 war Eschenbach ordentlicher Professor für Unternehmensführung der Wirtschaftsuniversität Wien und wurde 1999 emeritiert. Seine Lehr- und Forschungstätigkeit setzt er seitdem an der Wirtschaftsuniversität Wien fort.
1980 rief er den Österreichischen Controllertag, einen in Österreich führenden Kongress für zukunftsorientiertes Management und Controlling in Österreich, ins Leben. 1995 folgte die Gründung der Meisterklasse Osteuropa an der Wirtschaftsuniversität Wien, ein Ausbildungskonzept, das eine Zusatzausbildung zum Regelstudium für künftige Führungskräfte in Mittel- und Osteuropa bietet.
Während seiner Professur in Wien gründete Rolf Eschenbach 1982 das Österreichische Controller-Institut, einen gemeinnützigen Verein zur Förderung des Controllings, und wurde schließlich im Jahre 1991 Gründungspartner der Contrast Management Consulting GmbH, einer Unternehmensberatungsgesellschaft mit Sitz in Wien. Im Rahmen dieses Unternehmens war Eschenbach sowohl als Berater und Gutachter für österreichische und deutsche Unternehmen als auch für öffentliche Institutionen tätig.
Von 1997 bis 2006 war Rolf Eschenbach Gründungsmitglied und Vorsitzender des Aufsichtsrates des NPO-Instituts der Wirtschaftsuniversität Wien. Von 2002 bis 2013 war er Gutachter der Internationalen Stiftung für Qualität bei Bachelor- und Masterstudiengängen (FIBAA), Bonn.
Rolf Eschenbach publizierte rund 300 Bücher und Aufsätze in Fachzeitschriften und hielt circa 340 Vorträge und Gastvorlesungen im In- und Ausland. Seine Hauptarbeitsgebiete sind die strategische und operative Unternehmensführung, Controlling und Materialwirtschaft.
Von 1983 bis 1993 war Eschenbach Mitglied der Gemeindevertretung der evangelischen Pfarre AB Wien-Döbling. Er ist mit Hedi Eschenbach (geb. Zott) verheiratet, hat zwei erwachsene Kinder und besitzt sowohl die deutsche als auch die österreichische Staatsbürgerschaft.

## Auszeichnungen
- 1991: Großes Silbernes Ehrenzeichen für Verdienste um die Republik Österreich[6]

## Werke
Eschenbach gilt als einer der Pioniere des Controllings im deutschsprachigen Raum, seine Publikationsliste umfasst ca. 300 Titel. Darunter:
- Planung und Planungsrechnung in Brauereien. Nürnberg 1964.
- mit Fritz Ludwig Schmucker: Der Wert der Brauerei: Investitions- und Ertragsberechnungen. Nürnberg 1965.
- Erfolgspotential Materialwirtschaft.
- Die neue Emotionalisierung – Organisatorische und personelle Konsequenzen aus den neuen Tendenzen der Unternehmensführung. In: R. Eschenbach (Hrsg.): Neue Tendenzen und Werkzeuge im Controlling, Österreichischer Controllertag. Tagungsbericht. Service Fachverlag, Wien 1984, S. 95–121.
- Stand des Controlling in Österreich. In: E. Mayer, J. Weber (Hrsg.): Handbuch Controlling. C. E. Poeschel Verlag, Stuttgart 1990, S. 671–684.
- Zukunft des Controlling. In: R. Eschenbach (Hrsg.): Controlling. 2., überarbeitete und erweiterte Auflage. Schäffer-Poeschel Verlag, Stuttgart 1996, S. 715–725.
- Strategisches Controlling. In: R. Gleich, W. Seidenschwarz (Hrsg.): Die Kunst des Controlling: Prof. Dr. Peter Horváth zum 60. Geburtstag. Franz Vahlen Verlag, München 1997, S. 93–113.
- mit Christian Kreuzer (Hrsg.): Controlling macht Schule. 3. Auflage. E. Weber Verlag, Eisenstadt 2015.
- mit Helmut Siller: Controlling professionell - Gut gerüstet für digitale Herausforderungen. 3. Auflage, Schäffer Poeschl Verlag, Stuttgart 2019
- mit Josef Baumüller und Helmut Siller: Funktions-Controlling. 2. Auflage, Springer Gabler Verlag, Wiesbaden 2021